# Astyanax xiru
Astayanax xiru là một loài cá đặc hữu của hệ thống thoát nước sông Jacuí ở Brazil. Nó phát triển chiều dài lên tới 95,7 mm.